# 사문암

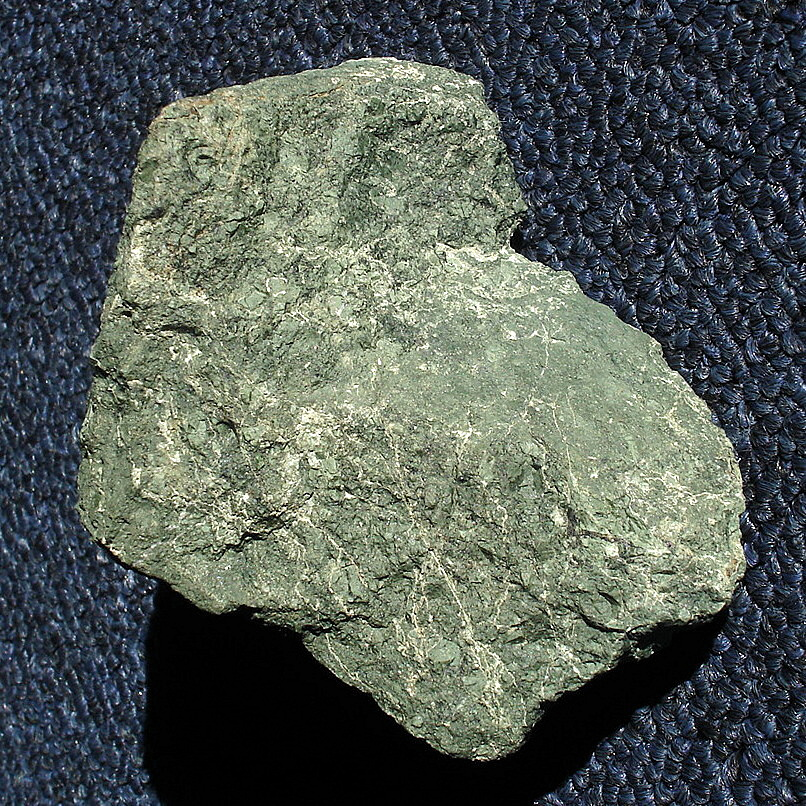
사문암

사문암(蛇紋岩)은 감람암 등의 초염기성암이 열수변성을 받아 만들어질 때가 많다. 대부분 진한 녹색의 무늬가 있어 외관은 아름다우나 강도가 약하고, 풍화해서 흡수, 팽창하는 것이 있으며 터널의 지압이나 옹벽 붕괴의 원인이 될 때가 많다.